# Ацимо-Андрефана
Атсимо-Андрефана (на френски: Atsimo-Andrefana) е един от двадесет и двата региона на Мадагаскар.
- Столица: Толиара
- Площ: 66 236 км²
- Население (по преброяване през май 2018 г.): 1 799 088 души
- Гъстота на населението: 27,16 души/км²[1]

Регион Атсимо-Андрефана е разположен в провинция Толиара, в югозападната част на страната и има широк излаз на Индийския океан. С площта си от 66 236 км², регионът се нарежда на първо място по площ измежду всички мадагаскарски региони. Разделен е на 9 района.